# Labrihe
Labrihe ist eine französische Gemeinde mit 213 Einwohnern (Stand 1. Januar 2022) im Département Gers in der Region Okzitanien (vor 2016: Midi-Pyrénées). Sie gehört zum Arrondissement Condom (bis 2016: Arrondissement Auch) und zum Kanton Gimone-Arrats.
Die Einwohner werden Labrigeois und Labrigeoises genannt.

## Geographie
Labrihe liegt circa 27 Kilometer nordöstlich von Auch in der historischen Provinz Armagnac am östlichen Rand des Départements.
Umgeben wird Labrihe von den fünf Nachbargemeinden:
| Monfort  | Solomiac                                    |               |
|          | Kompassrose, die auf Nachbargemeinden zeigt | Sarrant       |
| Mauvezin |                                             | Saint-Georges |

### Gewässer
Labrihe liegt im Einzugsgebiet des Flusses Garonne.
Der Arrats, einer seiner linken Nebenflüsse, durchquert das westliche Gemeindegebiet von Süd nach Nord. Der Ruisseau de la Barage mündet bei Labrihe als linker Nebenfluss in den Arrats. Die Gimone, ein weiterer linker Nebenfluss der Garonne, bildet die natürliche Grenze zu den östlichen Nachbargemeinden Sarrant und Saint-Georges.

## Geschichte
Labrihe wird im Kopialbuch des Klosters Gimont erwähnt, deren Mönche 1151 die Scheune von Franqueville gründeten.
Im Jahre 1822 wurde die frühere Gemeinde Bouvées eingemeindet.

## Einwohnerentwicklung
Mit der Eingemeindung von Bouvées stieg die Einwohnerzahl auf einen Höchststand von rund 515. In der Folgezeit sank die Größe der Gemeinde bei zwischenzeitlichen Erholungsphasen bis zu den 1990er Jahren auf ihren tiefsten Stand von rund 135 Einwohnern, bevor eine leichteWachstumsphase einsetzte.
| Jahr      | 1962 | 1968 | 1975 | 1982 | 1990 | 1999 | 2006 | 2011 | 2020 |
| --------- | ---- | ---- | ---- | ---- | ---- | ---- | ---- | ---- | ---- |
| Einwohner | 181  | 152  | 142  | 145  | 136  | 150  | 187  | 203  | 215  |

## Sehenswürdigkeiten

### Schloss Bouvées

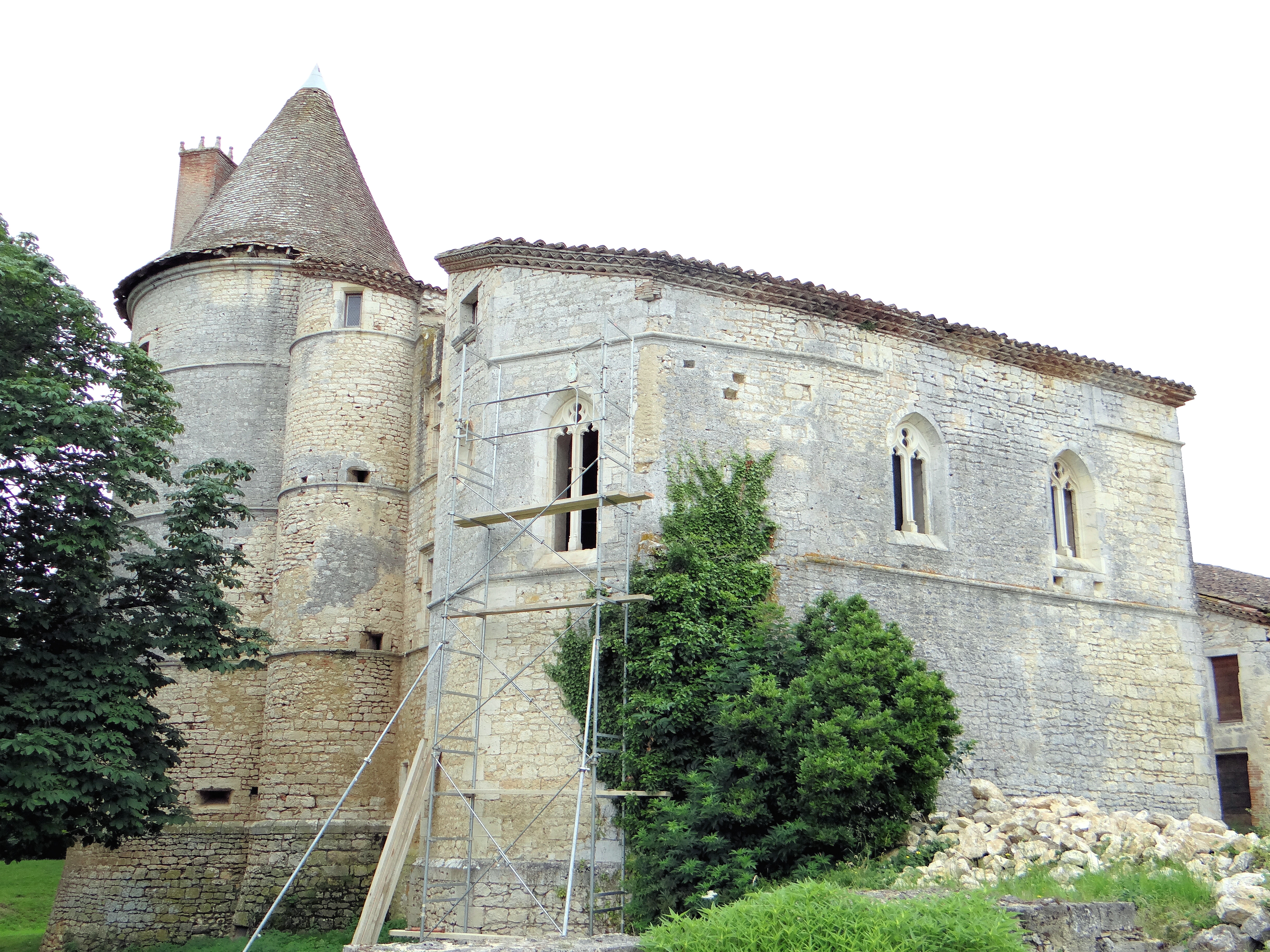
Schloss Bouvées

Es wurde von 1530 bis 1560 von Monseigneur de Saint-Julien, Bischof von Aire-sur-Adour, auf den Ruinen eines früheren Gebäudes erbaut. Das Gebäude wurde während der Französischen Revolution als nationales Gut verkauft. Es bestand aus drei Flügeln, die einen Innenhof begrenzten und an den Ecken von runden Türmen flankiert wurden. Nur der östliche und südliche Flügel sind erhalten, außerdem die landwirtschaftlichen Ställe, die durch die alten Mauern gesichert sind und die ursprüngliche Anordnung wiedergeben. Von den Türmen sind nur der südöstliche und Spuren des südwestlichen erhalten. Der Taubenschlag wurde auf den Fundamenten eines Turms errichtet. Ein Abschnitt der zerstörten Mauer in der Nähe der Apsis der Seitenkapellen weist auf die alte Pforte hin, die den Zugang zum Innenhof erlaubte. Ein runder Turm mit vier Ebenen ist an die Kapelle angebaut. Ein Gewölbekeller im Keller ermöglichte die Überwachung der Umgebung durch eine Reihe von Aussichtslöchern. Im Inneren des Schlosses befinden sich Kamine aus dem 15. und aus dem 18. Jahrhundert, Pflasterung aus Terrakotta, Balkendecken und sichtbare Balken. Fassaden und Dächer, Rundmauer, Stellen des früheren Grabens, die Kapelle, die beiden runden Türme, die beiden Spindeltreppen und der Taubenschlag sind seit dem 11. Oktober 1990 als Monument historique klassifiziert.

### Schloss Labrihe

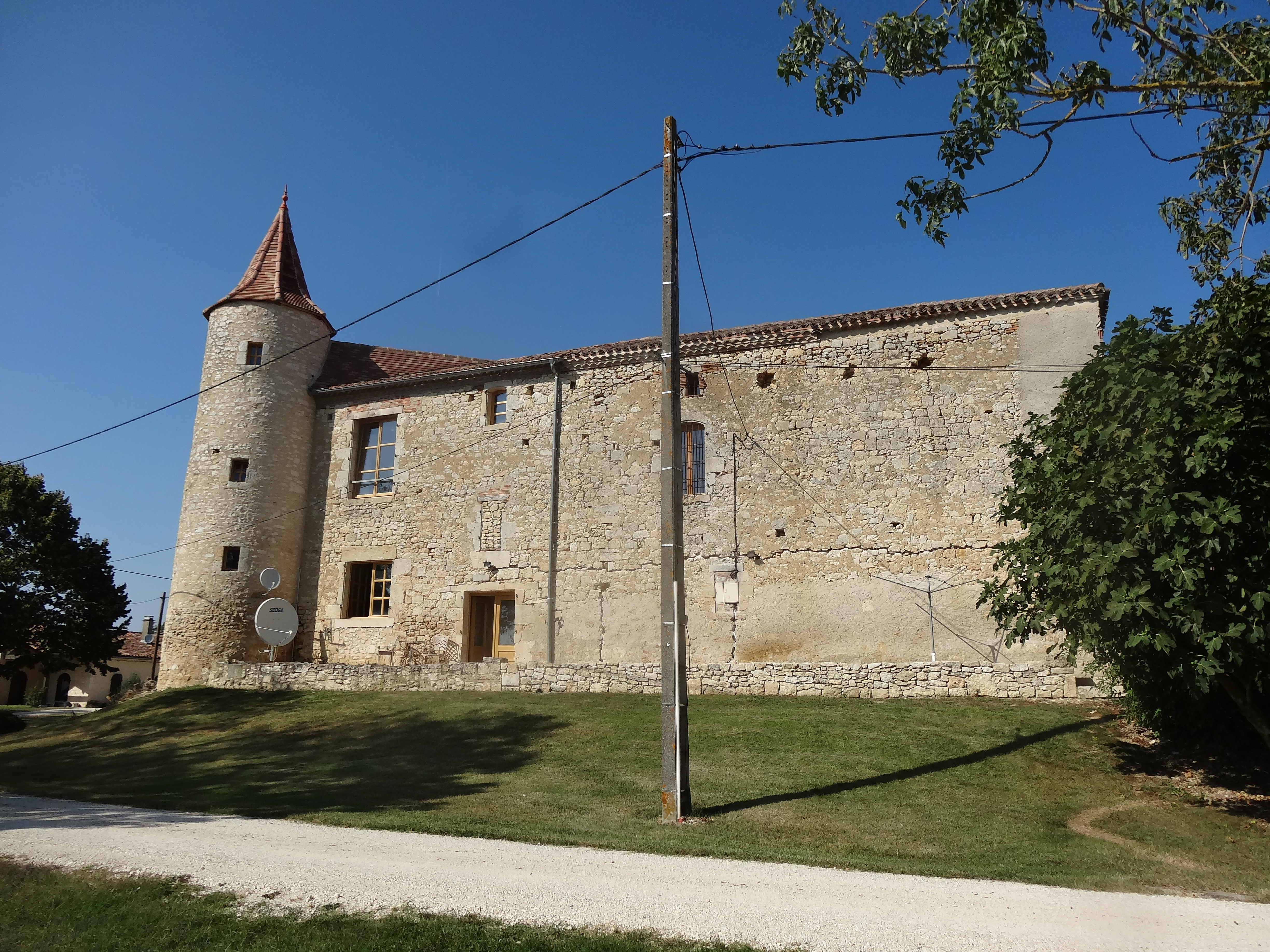
Schloss Labrihe

Es wurde Ende des 16. Jahrhunderts wie das Schloss von Bouvées von Monseigneur de Saint-Julien auf den Ruinen eines vorherigen Gebäudes errichtet. Das Land von Labrihe wurde im 18. Jahrhundert von der Familie Preissac an Melchior François Reversac de Celez verkauft und ging dann an die Familie Saint-Blanquat über. Das Schloss ist heute in Privatbesitz.

### Weitere Sehenswürdigkeiten
- Kirche Saint-Pierre
- Kirche Sainte-Radegonde in Bouvées

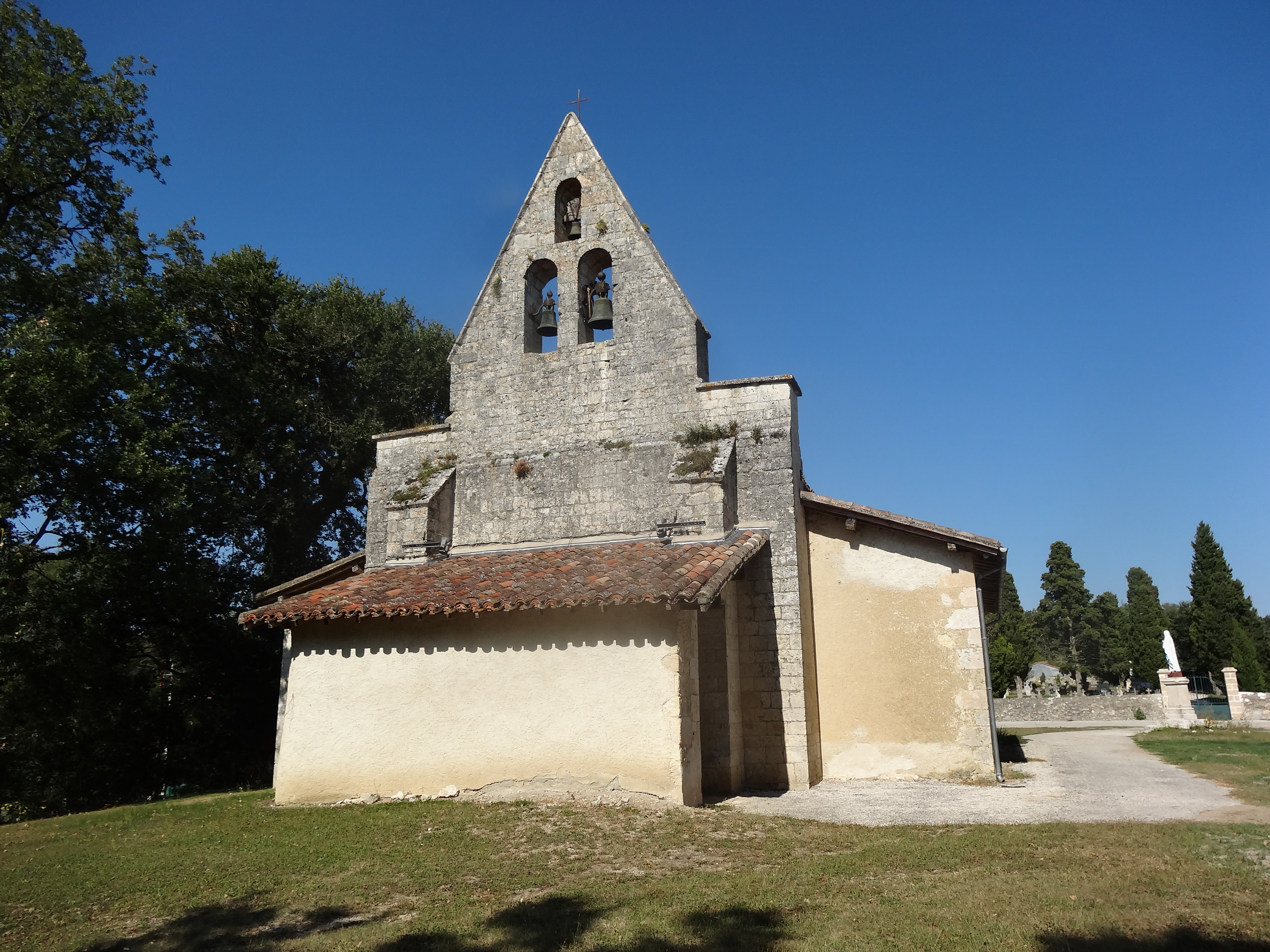
Kirche Saint-Pierre
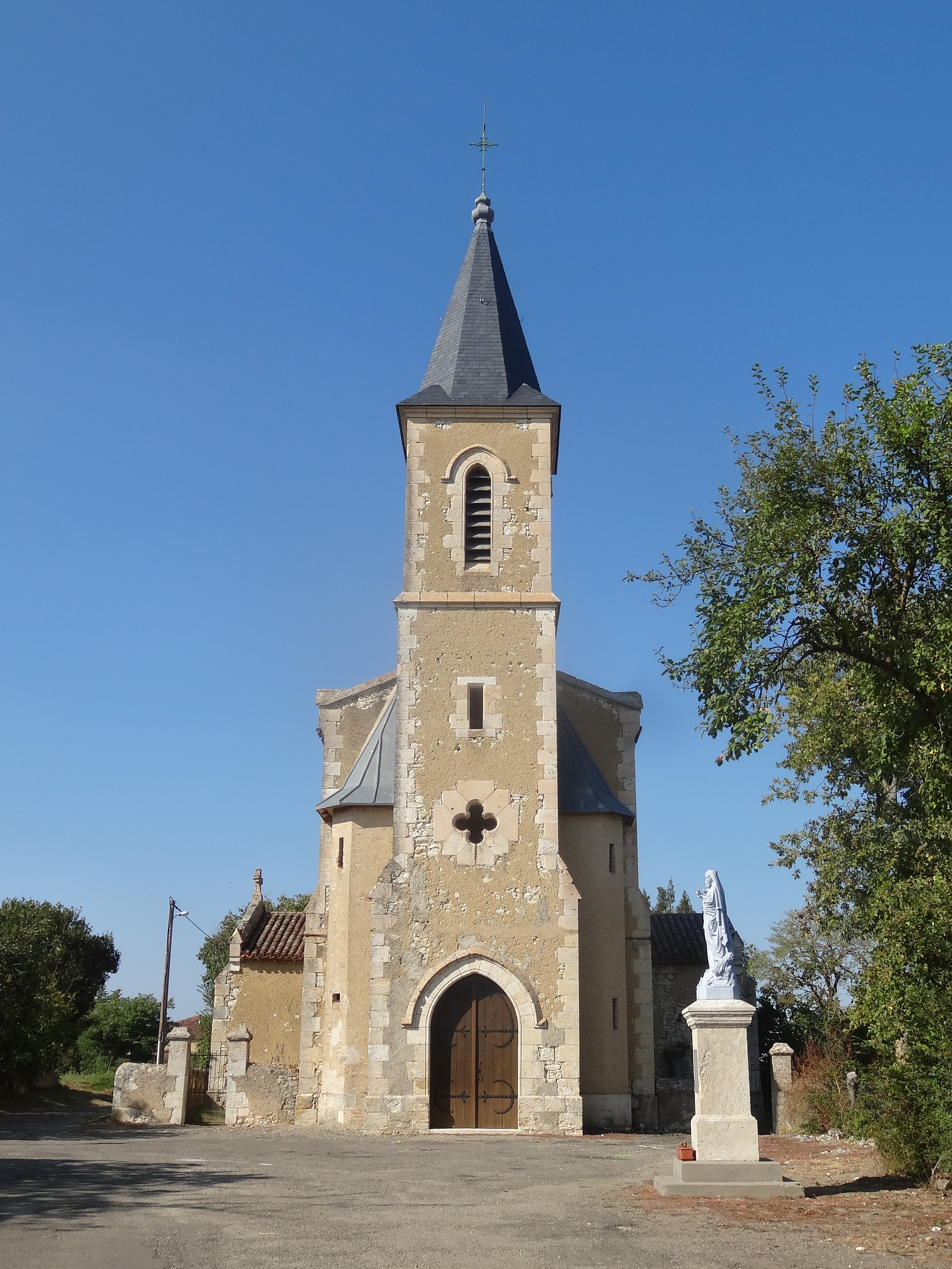
Kirche Sainte-Radegonde in Bouvées

## Wirtschaft und Infrastruktur

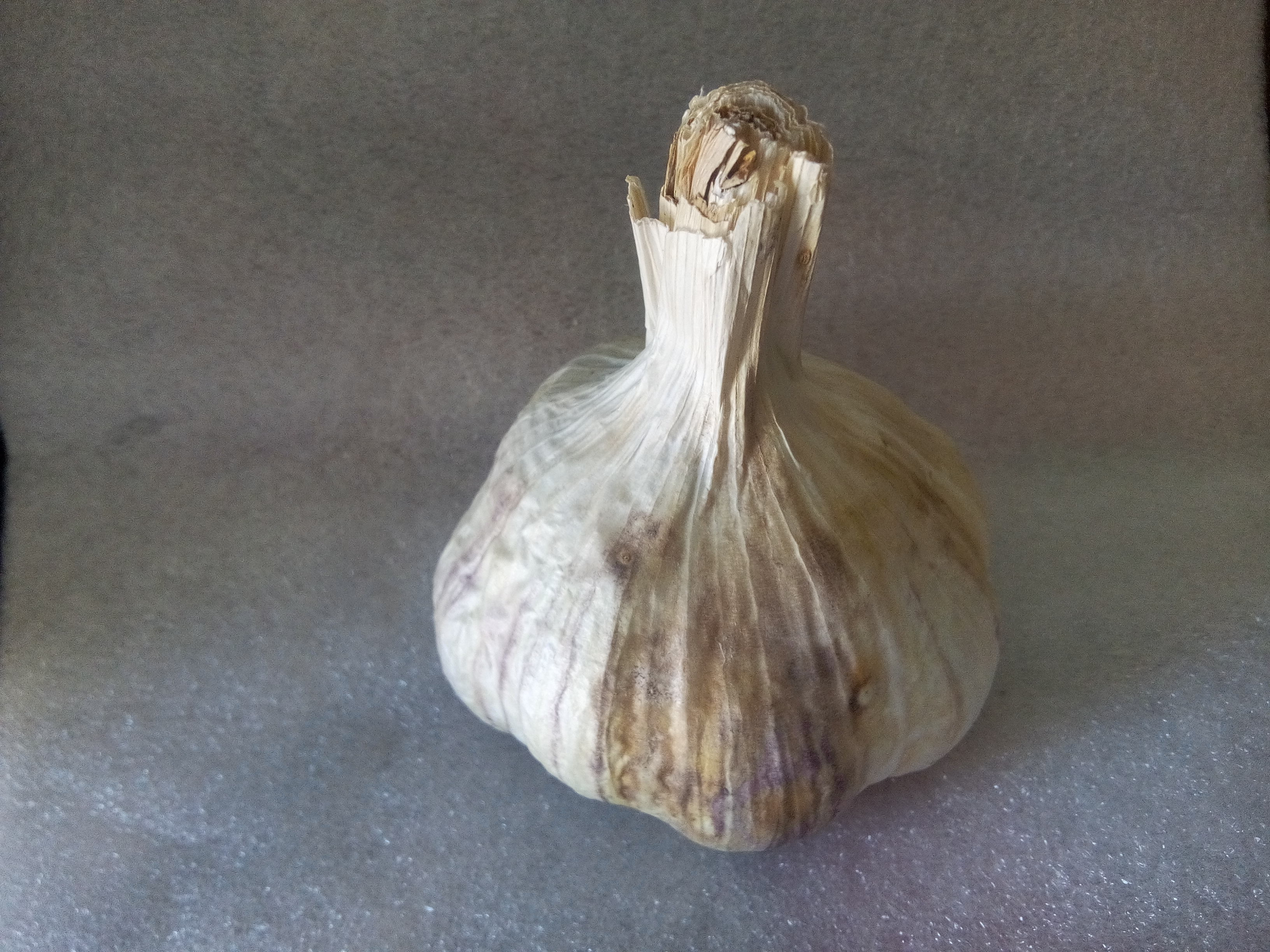
Ail violet de Cadours

Labrihe liegt in der Zone AOC der Knoblauchsorte Ail violet de Cadours.

### Verkehr
Labrihe ist über die Routes départementales 40, 654, die ehemalige Route nationale 654, und 928, die ehemalige Route nationale 128, erreichbar.